# Itoplectis enslini
Itoplectis enslini är en stekelart som först beskrevs av Ulbricht 1911.  Itoplectis enslini ingår i släktet Itoplectis och familjen brokparasitsteklar. Inga underarter finns listade i Catalogue of Life.